# Mairisch Verlag
Der mairisch Verlag ist ein deutscher Verlag mit Sitz in Hamburg.

## Geschichte
Der mairisch Verlag, der Bücher, Hörbücher und Musik herausgibt, wurde 1999 von Peter Reichenbach, Blanka Stolz und Daniel Beskos gegründet. Der Name mairisch geht auf den hessischen Ausdruck für 'Unkraut' zurück. Der Verlag gehört zur Gruppe der Independent-Verlage und tritt gemeinsam mit anderen dieser Verlage (z. B. Kookbooks, Verbrecher Verlag, Voland & Quist und Luftschacht) bei den Buchmessen in Frankfurt und Leipzig auf, u. a. als Veranstalter der jährlichen Party der jungen Verlage.
Ein Schwerpunkt liegt auf zeitgenössischer Prosa (Romane, aber auch Erzählbände) junger deutscher Autorinnen und Autoren, darunter viele Debüts. Einen ersten großen überregionalen Erfolg konnte 2007 der Autor Finn-Ole Heinrich mit seinem Roman Räuberhände verzeichnen. Das führte dazu, dass das Buch 2013 und 2014 Abiturthema an Hamburger Schulen war, von diversen Theaterbühnen gespielt sowie fürs Kino verfilmt wurde.
Große Beachtung fanden die Hörspielanthologien pressplay, in der erstmals in Deutschland Produktionen aus der freien Hörspielszene gebündelt veröffentlicht wurden.
Seit 2012 veröffentlicht der Verlag auch Graphic Novels, u. a. die Preisträger des jährlichen Graphic-Novel-Förderpreises AFKAT, seit 2017 nur noch im Rahmen des Spring-Magazins.
Seit 2013 liegt ein weiterer Schwerpunkt des Verlags auf Sachbüchern, u. a. mit Büchern zu populärphilosophischen und -wissenschaftlichen Themen sowie Essays. Seit 2016 sind außerdem Kinder- und Bilderbücher im Programm, u. a. von Finn-Ole Heinrich, Katja Spitzer, Saša Stanišić, Käptn Peng und Dita Zipfel.
Zu den Produktionen des Verlages kommen noch ca. 200 Literatur-Veranstaltungen pro Jahr, etwa die Lesereihen TRANSIT (2003–2008) und PILOTEN (2013–2014) sowie das LESECLUBFESTIVAL (seit 2019) und das SORBET Literaturfestival (seit 2022) in Hamburg, aber auch Lese-/Konzertreisen der im Verlag erscheinenden Autoren und Musiker.
2009 war der mairisch Verlag Mitinitiator der Hotlist, dem jährlich vergebenen Buchpreis der Independent-Verlage.
2013 initiierte der mairisch Verlag den Indiebookday, einen jährlich stattfindenden Aktionstag für Bücher aus unabhängigen Verlagen.
Seit 2016 reist das Verlagsteam im Vorfeld der Frankfurter Buchmesse ins jeweilige Gastland. 2016 besuchte das Team Amsterdam, 2017 Paris, 2022 Barcelona, 2023 Ljubljana und 2024 Mailand.

## Veröffentlichte Künstler im Verlag
Im Verlag veröffentlichten u. a. Larissa Bertonasco, Stefan Beuse, Nele Brönner, Marc Degens, Mareike Engelke, Melanie Garanin, Katharina Gschwendtner, Robert Gwisdek, Finn-Ole Heinrich, Malte Härtig, Toine Heijmans, Andrea Hejlskov, Dagrun Hintze, Line Hoven, Deniz Jaspersen,  Jean Jullien, Halina Kirschner, Hannes Köhler, Lisa Kreißler, Carolin Löbbert, Ulli Lust, Benjamin Maack, Kolja Mensing, Nils Mohl, moki, Musa Okwonga, Stevan Paul, Ariane Pinel, Maximilian Probst, Sebastian Raedler, Donata Rigg, Nadine Robert, Lee Rourke, Jochen Schmidt, Tine Schulz, Spaceman Spiff, Katja Spitzer, Katrin Stangl, Saša Stanišić, Dorian Steinhoff, Andreas Stichmann, Florian Thalhofer, Ursina Tossi, Florian Wacker, Birgit Wehye, Michael Weins, Stephanie Wunderlich, Barbara Yelin und Dita Zipfel.

## Auszeichnungen
- 2003 1. Platz beim Internationalen Hörspielwettbewerb des Leipziger Hörspielsommer für das Hörspiel W-Ort[12]
- 2006 Verlagsprämie der Hamburger Kulturbehörde für besonders engagierte Verlagsprogramme
- 2014 Förderpreis der Kurt Wolff Stiftung
- 2014 Buchmarkt-Award in der Kategorie „Event“ für den Indiebookday[13]
- 2014 Sales Award des Börsenvereins des Deutschen Buchhandels in der Kategorie „Innovationspreis“ für den Indiebookday[14]
- 2015 K.H. Zillmer-Verlagspreis[15]
- 2016: Börsenblatt Young Excellence Award[16]
- 2018: „Schönste Deutsche Bücher“ der Stiftung Buchkunst, Kategorie „Kinderbuch“ für „Trecker kommt mit“ von Finn-Ole Heinrich, Halina Kirschner und Dita Zipfel[17]
- 2019: „Schönste Deutsche Bücher“ der Stiftung Buchkunst, Kategorie „Kinderbuch“ für „Die Reise zum Mittelpunkt des Waldes“ von Finn-Ole Heinrich und Ran Flygenring[18]
- 2019: Deutscher Verlagspreis[19]
- 2020: Zukunftsprämie der Hamburger Behörde für Kultur und Medien[20]
- 2021: Deutscher Verlagspreis[21]
- 2021: „Schönste Deutsche Bücher“ der Stiftung Buchkunst, Kategorie „Kinderbuch“ für „Schlafen wie die Rüben“ von Dita Zipfel, Finn-Ole Heinrich und Tine Schulz im Huckepack-Imprint[22]
- 2022: Deutscher Verlagspreis[23]
- 2024: Deutscher Verlagspreis[24]